# Azadegan
Azadegan is een aardolieveld in Iran. Het veld ligt 80 kilometer ten westen van Ahwaz, vlak bij de grens met Irak. De eerste boringen in het veld begonnen in 1976 en de ontdekking werd gefinaliseerd nadat in 1996 een tweede bron werd aangeboord. Het veld is naar schatting 900 km² groot en is een van de grootste olievelden die sinds 1990 in Iran gevonden is.